# Kristalna rešetka
Kristalna rešetka je pravilan trodimenzijski raspored periodički ponavljanih strukturnih jedinica (atoma, iona, molekula) kao građevnih čestica kristala, koji mu daje karakteristična svojstva i oblik. Prema vrsti čestica i njihovih veza razlikuju se atomske, ionske i molekularne kristalne rešetke. Tako na primjer rešetka je natrijeva klorida (kuhinjska sol) ionska (građena od natrijevih i klorovih iona), rešetka je dijamanta atomska s kovalentnom vezom između ugljikovih atoma, rešetka benzena molekularna i tako dalje. Osnovne građevne čestice kristala nalaze se na točno određenim i stalnim položajima u jediničnoj ćeliji, osnovnom, najmanjem volumenu prostorne rešetke,koji sadrži najmanji mogući broj strukturnih jedinica. Periodičkim ponavljanjem jedinične ćelije duž 3 nekoplanarna racionalna smjera izgrađena je cijela kristalna rešetka, to jest cijeli kristal. Svaka jedinična ćelija ima oblik paralelopipeda i određena je s pomoću smjera i duljine triju bridova te s tri kuta među bridovima, a oblik ćelije mora imati najveću (maksimalnu) simetriju nekoga kristalnog sustava. 
Osnovno je načelo (princip) prostorne rešetke: svaki čvor rešetke ima jednak broj susjednih čvorova na jednakoj udaljenosti i jednako raspoređenih, to jest čvorovi se ni po čemu međusobno ne razlikuju. S obzirom na moguće jedinične ćelije, postoji 14 međusobno različitih prostornih rešetki, koje nose naziv Bravaisove rešetke (prema A. Bravaisu). Sedam od njih (triklinska, monoklinska, rompska, trigonska, tetragonska, heksagonska i kubična) nazivaju se primitivnima, jer imaju čvorove (mjesta u kristalu s identičnom okolinom u istom smjeru) samo u uglovima jedinične ćelije. Ostalih su sedam centrirane rešetke s dodatnim čvorovima u sredini ćelije, na suprotnim parovima ploha ili u sredini tih ploha. U Bravaisovim rešetkama postoji samo translacijska simetrija kristalne rešetke. Potpuna simetrija neke kristalne rešetke, to jest kristalne strukture, opisana je jednom od 230 prostornih, Fjodorovljevih skupina simetrije (prema J. S. Fjodorovu). Bravaisove rešetke i Fjodorovljeve skupine predstavljaju unutrašnju simetriju (mikrosimetriju) kristala.

## Podjela
Prema vrsti veze i rasporedu građevnih elemenata razlikuju se:
- metalna kristalna rešetka
- atomska kristalna rešetka
- molekularna kristalna rešetka
- ionska kristalna rešetka

| tip kristala       | Primjeri     | Energija veze kJ/mol | Tip kemijske veze        | Strukturne jedinice        | Karakteristike kristala |
| ionski             | NaCl LiF     | 753,624 1004,832     | ionska (heteropolarna)   | pozitivni i negativni ioni | Tvrdi i krti, visoko talište, jaka infracrvena apsorpcija, mala električna vodljivost na niskim temperaturama, dobra ionska vodljivost na visokim temperaturama. Topljivi u otapalima tipa vode. Otopine i taljevine su ionski vodiči. |
| kovalentni         | dijamant SiC | ~711,756 1184,8644   | kovalentna (homopolarna) | atomi                      | Velika tvrdoća, visoko talište, niska električna vodljivost, praktički netopljivi u svim otapalima. |
| metalni            | Na Fe        | 108,8568 3935592     | metalna                  | ioni metala                | Tvrdi i kovki, visoko talište, metalni sjaj, visoka električka i toplinska vodljivost, topljivi samo u tekućim metalima. |
| molekularni        | Ar CH4       | 7,53624 10,04832     | van der Waalsove sile    | atomi ili molekule         | Mekani, nisku talište, relativno velika kompresibilnost, niska električka vodljivost, topivi u organski tekućinama. |
| s vodikovim vezama | H2O(led) HF  | 50,2416 29,3076      | vodikova                 | atomi ili molekule         | U odnosu na molekularne kristale veća energija veze, više talište, pomak karakterističnih vrpci u infracrvenim spektrima prema nižim frekvencijama, veće dielektrične konstante; tendencija k polimerizaciji.                          |

## Oblici kristalnih rešetki i pripadajuće elementarne ćelije
U kristalografiji razlikujemo sedam kristalnih sustava i četrnaest elementarnih ćelija[nedostaje izvor]:
| Kristalni sustavi |                  |                                  |                                     |              |                                  |                    |                    |                    |                    |            |                  |                    |                   |
| Redni broj        | Kristalni sustav | Tip rešetke                      | Tip rešetke                         | Tip rešetke  | Tip rešetke                      | Elementarna ćelija | Elementarna ćelija | Elementarna ćelija | Elementarna ćelija |            |                  |                    |                   |
| Redni broj        | Kristalni sustav | Međusobni odnos bridova i kutova | Bridovi i kutovi koji su specifični | Broj rešetki | Simetrija rešetke                | Elementarna ćelija | Elementarna ćelija | Elementarna ćelija | Elementarna ćelija | Primitivna | Bazno centrirana | Volumno centrirana | Plošno centrirana |
| 1                 | Triklinska       | a≠b≠c α≠β≠γ                      | a,b,c, α,β,γ                        | 1            | {\displaystyle {\overline {1}}}  |                    | -                  | -                  | -                  |            |                  |                    |                   |
| 2                 | Monoklinska      | a≠b≠c α=γ=90°≠β                  | a,b,c, β                            | 2            | {\displaystyle {\frac {2}{m}}}   |                    |                    | -                  | -                  |            |                  |                    |                   |
| 3                 | Rompska          | a≠b≠c α=β=γ=90°                  | a,b,c                               | 4            | {\displaystyle {mmm}}            |                    |                    |                    |                    |            |                  |                    |                   |
| 4                 | Trigonska        | a=b=c α=β=γ<120°≠90°             | a α                                 | 1            | {\displaystyle {\overline {3m}}} |                    | -                  | -                  | -                  |            |                  |                    |                   |
| 5                 | Tetragonska      | a=b≠c α=β=γ=90°                  | a, c                                | 2            | {\displaystyle {\frac {4}{mmm}}} |                    | -                  |                    | -                  |            |                  |                    |                   |
| 6                 | Heksagonska      | a=b≠c α=β=90° γ=120°             | a,c                                 | 1            | {\displaystyle {\frac {6}{mmm}}} |                    | -                  | -                  | -                  |            |                  |                    |                   |
| 7                 | Kubna            | a=b=c α=β=γ=90°                  | a                                   | 3            | {\displaystyle {m3m}}            |                    | -                  |                    |                    |            |                  |                    |                   |

## Elastični titraji jednodimenzionalne rešetke
Bitna fizička svojstva kristala možemo studirati na jednostavnom jednodimenzionalnom modelu. Takav jednodimenzionalni kristal sastoji se od niza čestica koje su međusobno poredane u jednakim razmacima. Kristalni vez možemo u modelu prikazati elastičnim oprugama, kojima su među sobom čestice povezane. Mi ćemo sada studirati titranje te jednodimenzionalne rešetke, i to najprije ćemo stvoriti neke očigledne predstave, a zatim ćemo i to isto gibanje proračunati na osnovu Newtonova zakona gibanja. U stanju ravnoteže imaju sve kuglice među sobom jednaki razmak. Pomaknemo li neku kuglicu nalijevo ili nadesno, odmah se ravnoteža naruši. Pomak nadesno stavlja kuglicu na veću udaljenost od lijeve susjedne kuglice, a u manju udaljenost od desne nego što odgovara tim kuglicama u ravnoteži. Posljedica je toga da se javljaju elestične sile. Na pomaknutu kuglicu djeluje dalja kuglica privlačnom silom, a bliža kuglica odbojnom silom, jer je elastična opruga u prvom slučaju rastegnuta, a u drugom stisnuta. Pomaknutu kuglicu tjeraju dakle elastične sile natrag u položaj ravnoteže. Ovamo se kuglica vraća s ubrzanim gibanjem. Kada kuglica dođe u položaj ravnoteže, ona ima veliku brzinu, i ta je osposobljuje da preleti položaj ravnoteže i dosegne isti pomak na suprotnoj strani. Sada se ponavlja ista slika, samo s druge strane. Jedanput pomaknuta kuglica iz položaja ravnoteže titra neprekidno lijevo-desno. 
U našem nizu kuglica, povezanih međusobno elastičnim silama, ne ostaje titranje izolirano na pojedinu kuglicu. Udaljavanjem od ravnoteže vrši kuglica, po zakonu akcije i reakcije, jednake sile suprotnog smjera na svoje susjedne kuglice. Bliža susjedna kuglica biva dakle odgurnuta, a dalja privučena. Obje susjedne kuglice, bliža i dalja, dobivaju pomak u smjeru pomaka srednje kuglice. Čim smo počeli vući srednju kuglicu nadesno, i obje susjedne kuglice počele su se pomicati u istom smjeru. Te kuglice opet sa svoje strane povuku svoje susjedne kuglice, i tako se postepeno prenosi pomak od jedne kuglice na drugu. Sve kuglice u nizu zatitraju poslije nekog vremena. 
Od kuglice do kuglice prenosi se pomak s izvjesnim zakašnjenjem. Treba da prođe izvjesno vrijeme dok se pomakne kuglica koja je na primjer dvanaesta po redu iza prvotno pomaknute kuglice. Ovo zakašnjenje prouzrokuje da u isti čas sve kuglice ne pokazuju isto stanje titranja. Dok je prva kuglica postigla svoj najveći pomak, možda se četvrta po redu tek pokrenula iz položaja ravnoteže. Ako je to slučaj, tada će se trinaesta kuglica tek tada pokrenuti kad se prva kuglica vrati u svoj položaj ravnoteže izvršivši jedan puni titraj. Prva i trinaesta kuglica miču se tada u istom smjeru istovremeno iz položaja ravnoteže, prva kuglica, naravno, po drugi put. Poslije dužeg vremena titra već čitav niz elastično povezanih kuglica. U tom nizu uvijek se vide kuglice koje istovremeno dosežu svoj najveći pomak u istom smjeru. Udaljenost između dviju najbližih kuglica s istim pomakom jest valna duljina. U našem primjeru valna duljina iznosi dvanaest razmaka između kuglica. 
Može se vrlo lako proračunati brzina kojom se val, to jest isto stanje titranja, širi nizom. Za vrijeme jednog punog titraja proširi se val za jednu valnu duljinu. Put od jedne valne duljine prevaljen je za vrijeme jednog titraja. Valna brzina je prema tome jednaka omjeru između valne duljine λ i vrijeme titraja T:
{\displaystyle {\text{valna brzina}}={{\text{valna duljina}} \over {\text{vrijeme titraja}}}}
Brzinu rasprostiranja vala označit ćemo slovom v, valnu duljinu slovom λ, a vrijeme jednog punog titraja slovom T. Prethodni odnos možemo tada izraziti simbolički:
{\displaystyle v={\frac {\lambda }{T}}}
Ovaj odnos može se u preglednom obliku pisati i pomoću frekvencije. Frekvencija f je po definiciji jednaka recipročnoj vrijednosti vremena titraja. Tada možemo prethodnu jednadžbu pisati u obliku:
{\displaystyle v=f\cdot \lambda }
Za vrijeme jedne sekunde pomakne se val za toliko valnih duljina kolika je frekvencija titraja.
Promatramo li u neki čas raspored kuglica u nizu, opažamo da su one uzastopno gušće i rjeđe poredane. Titranja kuglica oko položaja ravnoteže imaju za posljedicu da se nizom šire zgušćaji i razrjeđaji. Takvi valovi kod kojih kuglice titraju u smjeru svojih spojnica, to jest u smjeru širenja vala, zovu se longitudinalni. Longitudinalni valovi prenose zgušćaje i razrjeđaje.
Osim longitudinalnih titraja elastično povezane kuglice mogu izvoditi i okomite titraje na svoje spojnice. U našem modelu nastaje takvo titranje ako jednu kuglicu iz položaja ravnoteže pomaknemo okomito na niz. Elastične sile napetih opruga tjeraju pomaknutu kuglicu prema pravcu niza, i ona zatitra gore-dolje. Harmonično titranje te kuglice prenosi se i na ostale kuglice, naravno s izvjesnim zakašnjenjem. Poslije izvesnog vremena titraju sve kuglice niza. Zakašnjavanje pomaka ima za posljedicu da istodobno ne postignu svoj najveći pomak sve kuglice, već neke su u jedan čas gore, druge dolje, a treće na pravcu niza. U svaki trenutak prikazuju kuglice pravilnu valnu krivulju s izmjeničnim brijegom i dolom. Budući da pojedini brijeg ili dol postepeno izgrađuju uvijek sljedeće kuglice, takvi se bregovi i dolovi s jednakom brzinom rasprostiru nizom. Okomiti titraji ne očituju se dakle u zgušćivanju ili razrjeđivanju kuglica, nego u postepenom pomicanju valne krivulje u jednom smjeru. Ovakvi valovi, kod kojih kuglice titraju okomito na smjer širenja vala nazvani su transverzalnim. 
Transverzalni i longitudinalni valovi su najjednostavniji tipovi titranja kuglica u nizu. Općenito kuglice mogu istodobno titrati i longitudinalno i transverzalno. Pomaknemo li istodobno kuglicu nalijevo i prema gore, dakle u kosom smjeru prema nizu, tad kuglica titra stalno koso prema nizu. Ovakvo koso titranje prenese se i na ostale kuglice. Kuglice u ovakvom titranju prikazuju pravilnu valnu krivulju, u kojoj se kuglice izmjenično zgušćuju i razrjeđuju. Pri takvom općenitom titranju opažamo svojstva i longitudinalnih i transverzalnih valova.
Međutim, moguća su i titranja kod kojih pojedine kuglice kruže oko svojih položaja ravnoteže. Takva kružna gibanja nastaju također slaganjem iz longitudinalnih i transverzalnih titraja. Zamislimo da neku kuglicu pobudimo najprije udarcem da transverzalno titra. Kad dosegne svoj najveći transverzalni pomak, zadajmo joj jednako jak longitudinalni udarac. Pod djelovanjem tog longitudinalnog udarca kuglica bi započela longitudinalno titranje. Budući da već transverzalno titra iz najvećeg pomaka, kuglica opisuje kružnicu. U nizu svaka po redu kuglica zakašnjava s vrtnjom, i mi opet imamo pravilnu valnu krivulju, u kojoj su kuglice gušće i rjeđe poredane.